# Jézeau
Jézeau är en kommun i departementet Hautes-Pyrénées i regionen Occitanien i sydvästra Frankrike. Kommunen ligger i kantonen Arreau som tillhör arrondissementet Bagnères-de-Bigorre. År 2022 hade Jézeau 104 invånare.

## Befolkningsutveckling
Antalet invånare i kommunen Jézeau
| Referens: INSEE |